# Bernard Gaucelin
Bernard Gaucelin (lub Bernard Gaucelm) (zm. 8 kwietnia 1191) — biskup Béziers w latach 1167–1182, a następnie arcybiskup Narbonne w latach 1182–1191. W 1179 w następstwie obrad trzeciego soboru laterańskiego ogłosił na terenie swojej diecezji zaprowadzenie pokoju Bożego. Został powołany na stolicę arcybiskupią, wydaje się, że po długich poszukiwaniach, jako człowiek mający niewątpliwe zasługi w walce z kataryzmem, który bardzo urósł w siłę na terenie metropolii za rządów jego poprzednika Ponsa z Arsac. Przeprowadził na terenach swojej diecezji, zapewne w latach 1185–1187, śledztwo dotyczące wierzeń waldensów, które ostatecznie potępił.